# 平子健人
平子 健人（ひらこ けんと、1992年7月19日 - ）は、三重県鈴鹿市出身のハンドボール選手。日本ハンドボールリーグの大崎電気所属。
実兄はハンドボール選手の平子卓人。

## 経歴
鈴鹿市立白子中学校時代は2007年の第16回JOCジュニアオリンピックカップで優秀選手に選ばれた。
中学校卒業後は北陸高等学校へ進学。2009年に男子ユースオリンピックアジア予選の日本代表U-19に選ばれた。
2010年は第4回男子ユースアジア選手権の日本代表U-19に選出。第46回北信越高等学校ハンドボール選手権大会では優秀選手に選ばれた。
高校卒業後は日本体育大学へ進学。2013年に第1回U-22東アジア選手権の日本代表に選出された。
2014年は関東学生ハンドボール・春季リーグで優秀選手に選出。
2015年に日本ハンドボールリーグの大崎電気へ加入。

## 詳細情報

### 年度別成績
| 年       | チーム   | 試合 | フィールド 得点 | 率    | 7m  | 合計  | 警告 | 退場 | 失格 |
| -------- | -------- | ---- | --------------- | ----- | --- | ----- | ---- | ---- | ---- |
| 2015-16  | 大崎電気 | 11   | 15/24           | .625  | 0/0 | 15/24 | 0    | 1    | 0    |
| 2016-17  | 大崎電気 | 12   | 8/15            | .533  | 0/1 | 8/16  | 1    | 1    | 0    |
| 2017-18  | 大崎電気 | 7    | 5/6             | .833  | 0/0 | 5/6   | 0    | 0    | 0    |
| 2018-19  | 大崎電気 | 3    | 1/1             | 1.000 | 1/1 | 2/2   | 0    | 0    | 0    |
| JHL：4年 | JHL：4年 | 33   | 29/46           | .630  | 1/2 | 30/48 | 1    | 2    | 0    |

### 記録

#### 日本ハンドボールリーグ
- フィールドゴール初得点：2015年11月14日、対湧永製薬戦（墨田区総合体育館）[9]
- 7mスロー初得点：2018年9月29日、対琉球コラソン戦（枇杷島スポーツセンター）[10]

### 背番号
- 4 (2015年 - )